# Гунув-Вількув
Гунув-Вількув (пол. Gunów-Wilków) — село в Польщі, у гміні Казімежа-Велька Казімерського повіту Свентокшиського воєводства.
Населення — 253 особи (2011).
У 1975-1998 роках село належало до Келецького воєводства.

## Демографія
Демографічна структура на день 31 березня 2011 року:
|          | Загалом | Допрацездатний вік | Працездатний вік | Постпрацездатний вік |
| -------- | ------- | ------------------ | ---------------- | -------------------- |
| Чоловіки | 138     | 33                 | 86               | 19                   |
| Жінки    | 115     | 18                 | 64               | 33                   |
| Разом    | 253     | 51                 | 150              | 52                   |